# Adrián Ramos
Artikeln följer den spanska namnseden; faderns efternamn är Ramos och moderns efternamn Vásquez.
Gustavo Adrián Ramos Vásquez, född 22 januari 1986, mer känd som endast Adrián Ramos, är en colombiansk fotbollsspelare som spelar för América de Cali.

## Klubbkarriär
I januari 2017 lånades Ramos ut till spanska Granada. Han debuterade i La Liga den 28 januari 2017 i en 2–0-förlust mot Villarreal.

## Landslagskarriär
Adrián Ramos debuterade för Colombias landslag 2008 och har deltagit vid Copa América 2011 samt fotbolls-VM 2014.